# 불청객 - 반가운 손님
"불청객 - 반가운 손님"은 2016년에 개봉한 대한민국의 영화이다.

## 캐스팅
- 정겨운 : 지훈 역
- 심은진 : 은주 역
- 김리우 : 승규 역
- 지은서 : 미라 역
- 이상훈 : 태진 역
- 박광복 : 선배형사 역
- 강동균 : 후배형사 역
- 김정석 : 사장 역
- 정아미 : 지훈 엄마 역
- 백준현 : 수행원 역
- 장석구 : 덩치 역
- 조재완 : 마약 형사 1 역
- 박태준 : 마약 형사 2 역
- 신정민 : 간호사 역